# منطقة بيجنور
بيجنور رمزها «BI» (بالإنجليزية: Bijnor)، هو تقسيم إداري لدولة الهند تتبع ولاية أتر برديش (بالإنجليزية: Uttar  Pradesh)، مركزها هو مدينة بيجنور (بالإنجليزية: Bijnor) عدد سكانها حسب تعداد سنة 2001 هو 3,130,586، مساحتها 4,561 كم² وكثافة السكان 686 لكل كم².

## التاريخ
تم إنشاء منطقة بيجنور في عام 1817 بجزء من منطقة مراد أباد، وكانت تسمى في الأصل منطقة ناجينا وكان مقرها الرئيسي في ناجينا. ثم تم نقل المقر الرئيسي إلى بيجنور في عام 1824، على الرغم من أن المنطقة كانت لا تزال تسمى «منطقـة ناجـينا» حتى عام 1837، عندما أصبحت تعرف رسميًا باسم «منطقة بيجنور».

## التقسيم الإداري
تنقسم المنطقة لـ 5 تحصيل (بينور، ناجينا، دهامبور، نجيب آباد، تشاندبور) و11 كتل (محمدبور ديومال، هالدور، كيراتبور، نجيب آباد، كوتوالي، نيهتور، نوربور، دهامبور، أفضالجاره، صحورة، جليلبور) وتضم إجمالاً 1128 جرام بانشايات «مجلس قروي» و2519 قرية إيرادات.

## السڪان
بلغ عدد سكان المنطقة حسب تعداد 2011، نحو 3،682،713، ما يجعل ترتيبها ال74 بين مقاطعات الهند، تبلغ الكثافة السكانية نحو 808 نسمة لكل كيلومتر مربع. بلغ معدل النمو السكاني خلال العقد 2001-2011 17.64٪. تبلغ نسبة الجنس 913 أنثى لكل 1000 ذكر، ومعدل معرفة القراءة والكتابة 70.43٪.
| التقسيم (التحصيل) | عدد السكان   | التقسيمات         | الدين                                       |
| ----------------- | ------------ | ----------------- | ------------------------------------------- |
| بينور             | 628.536 نسمة | 6 مدن، 551 قرية   | 63.46٪ هندوس، 35.66٪ مسلمين، 0.88٪ آخرون.   |
| ناجينا            | 502،488      | 3 مدن، 536 قرية.  | 50.73٪ هندوس، 46.10٪ مسلمون، 3.17٪ آخرون.   |
| دهامبور           | 1،123،962    | 10 مدن، 899 قرية. | 54.99٪ هندوس، 42.93٪ مسلمون، 2.08٪ آخرون.   |
| تشاندبور          | 706153 نسمة  | 3 مدن، 448 قرية   | 58.15٪ الهندوس، 40.14٪ مسلمين، 1.71٪ آخرون. |
| نجيب آباد         | 502488       | 6 مدن، 520 قرية   | 48.44٪ هندوس، 50.37٪ مسلمين، 1.19٪ آخرون.   |

### الدين
| الدين في المنطقة (تعداد 2011)                                         | الدين في المنطقة (تعداد 2011) | الدين في المنطقة (تعداد 2011) | الدين في المنطقة (تعداد 2011) | الدين في المنطقة (تعداد 2011) |
| --------------------------------------------------------------------- | ----------------------------- | ----------------------------- | ----------------------------- | ----------------------------- |
| الدين                                                                 | الدين                         |                               | النسبة                        | النسبة                        |
| الهندوسية                                                             | الهندوسية                     |                               | 53.18%                        | 53.18%                        |
| الإسلام                                                               | الإسلام                       |                               | 45.04%                        | 45.04%                        |
| السيخية                                                               | السيخية                       |                               | 1.37%                         | 1.37%                         |
| آخرى                                                                  | آخرى                          |                               | 0.41%                         | 0.41%                         |
| توزيع الأديان منهم اليانية (0.17%)، المسيحية (0.17%)، البوذية(0.05%). |                               |                               |                               |                               |

### اللغة
الهندية والأردية هما اللغتان الرسميتان. حسب التعداد الهندي 2011، كان 76.33٪ يتحدثون الهندية و22.53٪ يتحدثون الأردية و0.96٪ يتحدثون البنجابية و 0.18٪ يتحدثون لغات آخرى.

## المسؤولون (النواب المفوضون)[14]
| النائب المفوض          | الفترة                          |
| ---------------------- | ------------------------------- |
| L.S. Raghuvanshi       | 3 مايو 1947 - 21 مايو 1953      |
| B.L. Chak              | 22 مايو 1951 - 15 مايو 1953     |
| شهيدي لال              | 20 يوليو 1953 - 2 مايو 1955     |
| H.N. Agarwal           | 3 مايو 1955 - 5 يوليو 1956      |
| M. Prasad              | 10 يوليو 1956 - 29 ديسمبر 1957  |
| R.S. Johri             | 30 ديسمبر 1957 - 12 ديسمبر 1959 |
| J.P. Govel             | 13 ديسمبر 1959 - 5 ديسمبر 1960  |
| براتاب سينغ            | 6 ديسمبر 1960-24 يناير 1962     |
| B.S. Singh             | 27 أبريل 1962-29 فبراير 1964    |
| G.L. Mittal            | 3 مارس 1964-28 مايو 1966        |
| رامشاران               | 29 مايو 1966-18 يوليو 1966      |
| H.S. Sharma            | 19 يوليو 1966-8 يونيو 1968      |
| H.D. Chaturvedi        | 9 يونيو 1968-13 ديسمبر 1968     |
| V.N. Channa            | 11 يناير 1969-7 مايو 1970       |
| S.K. Biswas            | 9 مايو 1970-25 يوليو 1973       |
| داولات رام             | 26 يوليو 1973-30 أغسطس 1973     |
| B.P. Singh             | 31 أغسطس 1973-25 فبراير 1974    |
| أشرف علي               | 25 فبراير 1974-30 يونيو 1975    |
| K.M.L. Gupta           | 7 يوليو 1975-25 ديسمبر 1975     |
| لاكشمي شاند            | 26 ديسمبر 1975-22 يونيو 1978    |
| M. Ramchandran         | 23 يونيو 1978-4 أبريل 1981      |
| أنيس أنصاري            | 23 أبريل 1981-20 يناير 1982     |
| O.P. Arya              | 21 يناير 1982-14 نوفمبر 1983    |
| D.S. Bains             | 24 نوفمبر 1983-2 يوليو 1986     |
| K.K. Singh             | 2 يوليو 1986-26 يونيو 1989      |
| شيام سوندير            | 27 يونيو 1989-27 مايو 1990      |
| R.S. Yadav             | 28 مايو 1990-14 ديسمبر 1990     |
| رام كومار              | 14 ديسمبر 1990-31 يوليو 1991    |
| سوريا بارتاب سينغ      | 31 يوليو 1991-1 يوليو 1992      |
| بارميشواران إير        | 2 يوليو 1992-8 يوليو 1993       |
| D.D. Bahuguna          | 9 يوليو 1993-9 يناير 1994       |
| أشوك كومار (IV)        | 9 يناير 1994-1 مايو 1994        |
| أشوك كومار (III)       | 1 يونيو 1994-18 نوفمبر 1996     |
| M.V.S. Rami Reddy      | 18 نوفمبر 1996-26 مارس 1997     |
| مامراج سينغ            | 23 مارس 1997-6 أكتوبر 1997      |
| ديو داتا               | 6 أكتوبر 1997-7 ديسمبر 1999     |
| ماكول سينغال           | 8 ديسمبر 1999 - 8 فبراير 2001   |
| راما شانكار سينغ       | 8 فبراير 2001-23 يونيو 2001     |
| ماركاندي سينغ          | 23 يونيو 2001-11 نوفمبر 2002    |
| رام كريشن              | 11 مايو 2001-12 يوليو 2001      |
| لينا جوهري             | 13 يوليو 2002-16 ديسمبر 2002    |
| S.P. Sing Solanki      | 16 ديسمبر 2002-23 يونيو 2003    |
| راجارام أوبادهياي      | 3 يوليو 2003-4 أكتوبر 2003      |
| S.K. Verma             | 6 أكتوبر 2003-18 مارس 2006      |
| نافديب رينوا           | 18 مارس 2006-20 يناير 2007      |
| Sh. K. Rama Mohana Rao | 20 يناير 2007-19 يونيو 2007     |
| د. ساشيداناند أواثاك   | 19 يونيو 2007-21 أبريل 2008     |
| P. Guru Prasad         | 21 أبريل 2008-8 فبراير 2009     |
| ريجزيان سامفيال        | 9 فبراير 2009-31 يوليو 2009     |
| A.V. Rajamouli         | 3 أغسطس 2009-4 يوليو 2011       |
| أميت جوبتا             | 8 يوليو 2011-3 أبريل 2012       |
| د. ساريكا موهان        | 7 أبريل 2012-12 فبراير 2013     |
| أجاي ديب سينغ          | 13 فبراير 2013-6 فبراير 2014    |
| بوبيندرا س. شاودهاري   | 6 فبراير 2014-8 يوليو 2015      |
| V.K. Panwar            | 8 يوليو 2015-31 ديسمبر 2015     |
| فيجاي كيران أناند      | 8 يناير 2016-28 مارس 2016       |
| Smt. B. Chandrakala    | 28 مارس 2016-14 سبتمبر 2016     |
| جابات راج              | 14 سبتمبر 2016-1 فبراير 2018    |
| أتال كومار راي         | 1 فبراير 2018-17 فبراير 2019    |
| سوجيت كومار            | 17 فبراير 2019-14 يوليو 2019    |
| راماكانت باندي         | 16 يوليو 2019-5 يونيو 2021      |
| أوميش ميشرا            | 5 يونيو 2021-الآن               |

## أعلام
- محمد إقبال